# Касеј Ђерола
Касеј Ђерола (итал. Casei Gerola) је насеље у Италији у округу Павија, региону Ломбардија.
Према процени из 2011. у насељу је живело 177 становника. Насеље се налази на надморској висини од 76 м.

## Становништво
| 1931. | 1936. | 1951. | 1961. | 1971. | 1981. | 1991. | 2001. | 2011. |
| ----- | ----- | ----- | ----- | ----- | ----- | ----- | ----- | ----- |
| 2.107 | 2.074 | 2.100 | 2.408 | 2.489 | 2.713 | 2.619 | 2.536 | 2.500 |